# Гражданская война в Ирландии
Гражданская война в Ирландии (1922—1923) (англ. Irish Civil War, ирл. Cogadh Cathartha na hÉireann) — вооружённая борьба в Ирландии между противниками и сторонниками сохранения страной статуса британского доминиона. Завершилась победой сторонников англо-ирландского договора, которым всяческую помощь оказывала Великобритания.

## Англо-ирландский договор 1921 года
Первая мировая война и последовавший за ней экономический кризис подорвал могущество Великобритании как мирового лидера, чем не замедлили воспользоваться и ирландские националисты, история борьбы которых против ненавистного им британского правления насчитывала восемь столетий. Первой «пробой сил» стало поднятое в 1916 году Пасхальное восстание, беспощадно подавленное правительственными войсками. После расстрела лидеров восстания сопротивление на некоторое время затихло, но уже через три года началась война за независимость Ирландии, которая продлилась вплоть до 1921. Тогда британскому правительству стало очевидно, что удержать Ирландию целиком будет стоить слишком больших жертв и колоссальных расходов. Было принято решение пригласить лидеров непризнанного ирландского парламента, сформированного в 1919 партией Шинн Фейн в Лондон для переговоров. Руководители ИРА с радостью ухватились за это предложение, так как, несмотря на то, что мировое общественное мнение все больше склонялось в их пользу, оружия и боеприпасов у партизан оставалось все меньше и меньше. Ирландскую сторону возглавляли министр иностранных дел Артур Гриффит и министр финансов Майкл Коллинз, британскую же — премьер-министр страны Ллойд Джордж и министр колоний Уинстон Черчилль.
В итоге после переговоров, 6 декабря 1921 было подписано англо-ирландское соглашение, согласно которому из 26 графств острова создавалось Ирландское Свободное государство, которое наделялось правами доминиона, аналогичными тем, что имели Канада, Австралия, Новая Зеландия и ЮАС. Главой страны считался король Великобритании, назначавший генерал-губернатора. Именно ему депутаты парламента Свободного Государства приносили клятву верности. Кроме того, согласно договору, из числа девяти графств провинции Ольстер шесть (Антрим, Арма, Даун, Фермана, Лондондерри и Тирон) должны были остаться в составе Великобритании. Также британский флот получал право использовать ряд стратегических портов на территории Свободного государства в качестве военно-морских баз.
Подписание договора вызвало продолжительные дебаты в ирландском парламенте. Практически сразу образовалось две фракции — сторонников и противников договора. Первую возглавили те, кто его и подписывал — Майкл Коллинз и Артур Гриффит. Во главе второй встали президент Дойла (парламента) Имон де Валера и министр обороны Кахал Бру. Дебаты по вопросу о ратификации договора начались 14 декабря и продолжались вплоть до 6 января. За день до голосования де Валера признал, что вопрос о ратификации вызвал глубокий раскол, как среди депутатов Дойла, так и среди министров временного правительства. В итоге 7 января соглашение было официально ратифицировано 64 голосами против 57.

## Раскол в Шинн Фейн
После голосования де Валера в знак протеста отказался от поста президента и от участия в формировании временного правительства свободного государства. Его место занял Артур Гриффит, премьер-министром стал Майкл Коллинз. Обе стороны начали постепенную мобилизацию сил для дальнейшей борьбы. Уже в феврале 1922 года началась вербовка солдат в новую, подконтрольную правительству Национальную Армию. В основном это были бывшие члены дублинской бригады ИРА, а также бойцы других частей, преданные Коллинзу. К апрелю 1922 года численность национальной армии составила 3500 человек и они постепенно занимали здания, ранее принадлежавшие британской армии. Всё это вызвало раскол также и в ИРА — часть командиров (сам Коллинз, Ричард Мулкахи, Оуэн О’Даффи и т. д.) перешли на сторону правительства и получили ключевые посты в Национальной армии (так, Мулкахи получил должность главнокомандующего), однако большинство[кого?] встало в оппозицию к правительству.
Тем временем де Валера во время своего турне по Манстеру заявил, что ИРА «должна будет пройти по крови солдат ирландского правительства, и даже некоторых членов этого правительства для того, чтобы получить свободу». Подобные слова были крайне опасны, учитывая что в стране продолжали существовать две вооружённые силы (ИРА и Национальная армия), отношения между которыми были крайне напряжёнными. Тем более, что в марте 1922 года ИРА сформировало Армейский исполнительный совет и объявила его законным правительством страны. Части ИРА не подчинялись властям Свободного государства, а продолжали вербовку и обучение волонтёров.
Постепенно увеличивалось число столкновений между противоборствующими сторонами. Так, в Лимерике в боях за право контролировать оставшиеся после ухода британской армии казармы участвовало около 700 человек с обеих сторон. В апреле, в городе Атлон, был убит генерал Национальной армии Адамсон, а в начале мая ещё более серьёзные столкновения произошли в Килкенни, где отряды ИРА заняли центр города и правительство было вынуждено отправить отряд численностью в 200 человек для их разоружения. В итоге в уличных боях погибло 18 человек с обеих сторон. В итоге, пытаясь удержать страну от крупномасштабной гражданской войны, 3 мая 1922 года обе стороны согласились заключить перемирие, которое позволило в относительно спокойной обстановке провести парламентские выборы. Пытаясь воссоединить Шинн Фейн, Коллинз и Де Валера приняли решение идти на выборы единым блоком, и после их проведения, сформировать коалиционное правительство. Более того, Коллинз предложил ИРА, в качестве компромисса, создание новой конституции, более отвечающей изначальной позиции Шинн Фейн (так, в частности, в ней должны были отсутствовать любые упоминания о британском монархе). Многие лидеры оппозиции, и в частности Лайам Линч, были готовы согласиться на подобный компромисс, однако в дело вмешались британцы, которые пригрозили прямой военной интервенцией в случае любого отступления от буквы англо-ирландского договора.
Подобное вмешательство похоронило любые надежды на альянс между двумя частями Шинн Фейн, и в выборах они участвовали по отдельности. В итоге сторонники договора во главе с Коллинзом получили 239 193 голоса избирателей, оппозиция же всего лишь 133 864. Ещё 247 226 человек отдали свои голоса Фермерской партии и лейбористам (обе эти партии также поддержали соглашение). В итоге де Валера и его сторонники оказались в явном меньшинстве. Поражение на выборах заставило их использовать силу. Так, де Валера приписывают фразу: «Большинство не имеет права ошибаться».
Тем временем, новое правительство Ирландского свободного государства во главе с Гриффитом и Коллинзом приступило к укреплению Национальной Армии и организации полицейских отрядов, используя для этого бойцов ИРА, поддержавших соглашение. Однако для того, чтобы избежать столкновений, правительство не стало препятствовать вооружённым отрядам оппозиции захватывать оставшиеся после британцев военные объекты и вооружение. Это привело к тому, что к лету 1922 года значительная часть страны фактически вышла из подчинения правительству, которое сохранило свой контроль только за Дублином и районами, вроде Лонгфорда, где местные отряды ИРА перешли на его сторону. Конфликт начался именно тогда, когда Свободное государство попыталось подчинить себе наиболее хорошо оснащённые и обученные отряды ИРА — в частности, в Дублине.

## Начало гражданской войны. Битва за Дублин
14 апреля 1922 года отряд ИРА, насчитывавший около 200 плохо обученных боевиков под командованием Рори О’Коннора, занял здание Четырёх Судов. Их основной целью было втянуть Великобританию в новую войну, которая должна была вновь объединить расколотую Шинн Фейн перед лицом общего врага. Однако подобные действия вызвали крайнее раздражение, прежде всего, у правительства Свободного государства. Артур Гриффит настаивал на немедленном применении силы, но Коллинз, стремившийся любой ценой избежать гражданской войны, приказал не предпринимать в отношении отряда О’Коннора никаких действий, способных спровоцировать стрельбу.
К лету позиции правительства значительно окрепли — сторонники договора получили подавляющее большинство в парламенте. Кроме того, очень серьёзное давление на Коллинза оказывали британцы, требовавшие решения проблемы с не подконтрольными властям боевиками ИРА. Последней каплей стало убийство отставного британского фельдмаршала Генри Уилсона боевиками ИРА Джозефом О’Салливаном и Реджинальдом Данном, произошедшее в Лондоне 22 июня 1922 года. Это убийство было очередной попыткой оппозиции спровоцировать британское вторжение (хотя существует версия об причастности Коллинза к его организации). Оно вызвало широчайший общественный резонанс в Великобритании, а Черчилль заявил Коллинзу, что если Национальная Армия не предпримет никаких действий в отношении засевших в здании Четырёх Судов боевиков, то это сделают британские войска. В Лондоне был даже принят план, предусматривавший взятие Четырёх Судов с использованием танков, авиации и артиллерии, которое должно было произойти 25 июня. В последний момент от плана всё же отказались по совету генерала Невила Маккриди, предоставив Коллинзу последний шанс разобраться самому.
Однако последний ультиматум был предъявлен гарнизону Четырёх Судов лишь 27 июня после похищения боевиками ИРА генерала Национальной Армии О’Коннела. О’Коннор и его люди отказались покинуть здание. В ответ Майкл Коллинз ранним утром 28 июня приказал начать обстрел Четырёх Судов из двух восемнадцатифунтовых орудий, предоставленных ранее британской армией. В тот момент в здании находились многие высокопоставленные командиры ИРА, включая заместителя командующего по личному составу Джо Маккелви и генерал-квартимейстера Лайама Меллоуза. Под их командованием находилось от 180 до 200 волонтёров из первого и второго батальонов дублинской бригады ИРА. Вооружены они были лишь стрелковым оружием — винтовки, пять автоматов Томпсона и два лёгких пулемёта Льюиса. Также у повстанцев был в распоряжении один бронеавтомобиль, названный ими «мятежник».
После того, как артиллерийский обстрел в первый день доказал свою неэффективность, британцы передали Коллинзу ещё две восемнадцатифунтовые пушки и предложили предоставить также шестидесятифунтовые гаубицы и, более того, предложили нанести авиаудар по зданию. Коллинз отклонил оба предложения, опасаясь что это приведёт к большим потерям среди мирного населения. 29 июня правительственные войска начали штурм восточного крыла здания, потеряв при этом трёх человек убитыми и 14 ранеными, но захватив в плен 33 человека, и выведенный ранее из строя мятежниками броневик.
Тем временем части дублинской бригады ИРА под командованием Оскара Трейнора заняли позиции в районе О’Коннел стрит, пытаясь отвлечь на себя внимание правительственных войск. 30 июня мощные взрывы потрясли западное крыло здания Четырёх Судов. По мнению ИРА, их причиной были пожары, начавшиеся после бомбардировки. По утверждению же представителей войск Ирландского свободного государства, крыло было заминировано боевиками. Вскоре после взрывов командующий волонтёрами Эрни О’Мэлли приказал своим людям сдать оружие.
Это позволило правительственным силам под прикрытием бронемашин перебросить артиллерию в район О’Коннел стрит. Попав под ураганный огонь и понеся потери, волонтёры предпочли отойти. Среди погибших был Катал Бру — один из лидеров оппозиции. Всего же в ходе боёв за Дублин погибло 65 бойцов с обеих сторон и более 250 получили ранения. После окончания боёв силы оппозиции откатились на юг страны, а центр и запад, по большей части, контролировались правительством.

## Силы сторон
После того, как Коллинз восстановил контроль над Дублином, гражданская война вступила в новую фазу. Большинству боевиков ИРА пришлось окончательно определиться, на чьей же они стороне. Силы оппозиции изначально значительно превосходили Национальную Армию в численности бойцов — 15 000 против 7000, однако части Национальной Армии были значительно лучше вооружены.
ИРА располагала всего лишь 6 780 винтовками и несколькими пулемётами, многие из волонтёров были вооружены лишь устаревшими ружьями. Впрочем, им также удалось захватить несколько бронемашин, оставшихся после эвакуации британской армии. Кроме того, ИРА страдала от нехватки опытных командиров, а значительная часть мятежников пополнила её ряды уже после завершения войны за независимость и поэтому не имела опыта боевых действий. Действия ИРА координировались через генеральный штаб, во главе которого стоял один из наиболее радикальных противников англо-ирландского договора — Лиам Линч.
В то же время Национальная Армия, несмотря на первоначально меньшую численность, широко использовала британскую поддержку и вооружение. К 4 августа 1922 года в её арсеналах числилось 20 060 винтовок, 156 пулемётов, восемь 18-фунтовых орудий, 12 бронеавтомобилей и 10 самолётов. Помимо этого, в Национальную Армию активно вербовались ветераны ирландских частей британской армии, имевшие за спиной опыт Первой мировой войны, а также британские офицеры (данный факт оппозиция активно использовала в своей пропаганде). Также были сформированы особые части из участников «Команды» (подразделение ИРА, созданное Коллинзом в ходе войны за независимость для ведения контрразведывательной деятельности). Но тем не менее большинство частей Национальной армии было сформировано из необученных рекрутов, которые не участвовали ни в Первой мировой, ни в войне за независимость.
Командовал Национальной армией Майкл Коллинз, его заместителем был Оуэн О’Даффи. Пост министра обороны в правительстве Ирландского свободного государства занимал Ричард Мулкахи. Ирландия разделялась на несколько военных округов — Восточный, Юго-западный, Карра, Южный, Западный и 1-й Северный.

## Боевые действия
После первых вооружённых акций ИРА, правительственные войска уже к середине июля полностью разгромили её опорные пункты в столице — Дублине и его окрестностях. Большая часть противников договора после этих событий бежала на юг страны, где была предпринята попытка организовать альтернативное государственное образование — Республику Манстер в составе всех графств южнее Лимерика и Уотерфорда включительно, со столицей в городе Корк.
Тем не менее, пользуясь поддержкой британской армии, правительственные войска 20 июля начали полномасштабное наступление на не подконтрольные территории, и уже 15 августа в ходе семидневных уличных боёв выбили ИРА из Корка — столицы республиканцев на юге. К этому времени скончался президент страны Гриффит (от инсульта 12 августа), а 22 августа в перестрелке погиб премьер-министр временного правительства Ирландии Майкл Коллинз, но эти события уже не могли переломить ход боевых действий в сторону повстанцев. К началу сентября регулярными войсками была занята вся заявленная ранее территория Республики Мюнстер.
9 сентября новым президентом был избран Уильям Косгрейв, также поддерживавший британо-ирландский договор. 11 октября 1922 г. нижняя палата парламента приняла новую конституцию Ирландского свободного государства, главой которого должен был стать генерал-губернатор, назначаемый королём Великобритании.

### Окончание войны
Утратив к началу сентября 1922 года все удерживаемые территории, отряды ИРА были вынужденны отойти в горные районы страны, где пытались продолжить вооружённую борьбу, перейдя к тактике партизанской войны. Однако не имевшие чёткой политической и социально-экономической программы оппозиционеры не смогли привлечь на свою сторону население. 6 декабря 1922 года парламенты Ирландии и Великобритании ратифицировали договор, подписанный годом ранее, а уже 17 декабря последние подразделения британских войск покинули пределы Ирландского свободного государства.
Кроме того, правительственные войска в январе — феврале 1923 года сумели пленить нескольких крупных командиров мятежников. К марту 1923 года большая часть вооружённых формирований оппозиционеров была разгромлена, а оставшиеся, находясь в глубоком подполье, были де-факто недееспособны. Тем не менее 26 марта 1923 года на совещании командования ИРА было принято решение продолжить вооружённое противостояние. Однако 10 апреля 1923 года правительственными войсками был обнаружен и убит при попытке задержания начальник генерального штаба ИРА, один из наиболее радикальных противников англо-ирландского договора — Лиам Линч, а весь его штаб взят в плен. Через 2 недели после этих событий, 27 апреля 1923 года, более умеренный в этом вопросе де Валера выдвинул правительству предложение о прекращении гражданской войны в Ирландии в обмен на полную амнистию участникам незаконных вооружённых формирований. Администрация Косгрейва приняла их, и 30 апреля 1923 г. де Валера отдал приказ о прекращении вооружённой борьбы. Последние вооружённые формирования ИРА сложили оружие к 24 мая 1923 года.

## Последствия
В результате боевых действий погибло более 2000 человек, от 800 до 900 со стороны правительства и от 426 до 1000 со стороны ИРА. Кроме того жертвами вооружённых столкновений между сторонниками и противниками договора по разным оценкам стали от 200 до 400 мирных жителей.
Несмотря на договор о полной амнистии, с 31 июля по 15 августа 1923 года правительство провело масштабные аресты бывших бойцов ИРА и лидеров повстанцев, задержав и отправив в так называемые «центры интернирования» около 12 000 человек, в том числе и де Валеру. В октябре, однако, часть заключённых в знак протеста объявила голодовку, продолжавшуюся 41 день, после чего репрессии были смягчены и более 8000 интернированных выпущены на свободу. На прошедших в августе 1923 года выборах в ирландский парламент большинство мест получила проправительственная партия «Cumann na nGaedheal», набравшая более 40 % голосов избирателей, националисты из «Шинн Фейн», которые фактический представляли и противников англо-ирландского договора, набрали чуть более 27 %.